# Flimmerstunde
Die Flimmerstunde war eine Kindersendung des 1. Programms des DDR-Fernsehens.
Die Sendung, die vom 14. September 1959 bis zum Ende des DDR-Fernsehens ausgestrahlt wurde, hatte ihren festen Sendeplatz zunächst montags 16:00 Uhr, später samstags gegen 14:00 Uhr.
Professor Flimmrich (Walter E. Fuß) berichtete am Anfang einer jeden Sendung über die neuesten und noch in Arbeit befindlichen Kinderfilme und zeigte Ausschnitte. Danach zeigte er, neben Reportagen und Dokumentationen, einen Spielfilm. Nachdem sich Fuß 1980 aus gesundheitlichen Gründen vom Fernsehen zurückgezogen hatte, führte Helmut Schreiber durch die Sendung. In späteren Jahren beschränkte sich das Angebot meist auf den Spielfilm. In regelmäßigen Abständen wurde jedoch auch mit Kindern und Jugendlichen im Studio das Thema eines gezeigten Films kritisch diskutiert. Zwischen 1985 und 1989 moderierte Marita Gerasch, zum Teil verkleidet als sympathische Hexe Barbarina, die Flimmerstunde.